# بكر جوشكون
بكر جوشكون (بالتركية: Bekir Coşkun)‏ هو صحفي وكاتب تركي وكاتب عمود في صحيفة جمهوريت التركية الرائدة.، ولد في 1945 في أورفة في تركيا, كان صديقًا جيدًا لأمين تشولاشان، وعمل معه في صحيفة حريت قبل أن يُطرد بشكل مثير للجدل من قبل رئيس تحرير الصحيفة ، أرطغرل أوزكوك. بصفتهما علمانيان مخلصان ، انتقد كلاهما حزب العدالة والتنمية. انضم كوشكون إلى جريدة Günaydın في عام 1978 وصحيفة Sabah في عام 1987 وانتقل إلى صحيفة Hürriyet في عام 1993.